# Khaled bin Mohamed Al Nahyan
Khaled bin Mohamed bin Zayed Al Nahyan (nacido el 8 de enero de 1982) es el príncipe heredero de Abu Dabi. Es el primogénito del jeque Mohamed bin Zayed Al Nahayan, actual presidente de los Emiratos Árabes Unidos.
También es presidente y miembro del Comité Ejecutivo de Abu Dabi, así como de la Oficina Ejecutiva de Abu Dabi.

## Temprana edad y educación
Es hijo del jeque Mohamed bin Zayed Al Nahayan, presidente de los Emiratos Árabes Unidos, y miembro de la familia gobernante Al Nahyan de Abu Dabi. Su madre es la jequesa Salama bint Hamdan Al Nahyan. Khaled es hermano de Theyab bin Mohamed bin Zayed Al Nahyan, presidente de la Corte del Príncipe Heredero de Abu Dabi y presidente de Etihad Rail.

## Carrera política
El 15 de febrero de 2016, el jeque Khaled (o Khalid) fue nombrado Jefe de Seguridad Nacional. El 16 de enero de 2017, fue nombrado Consejero Adjunto de Seguridad Nacional.
También es presidente de varias juntas, incluido el Consejo de Genómica de los Emiratos Árabes Unidos, el Comité Ejecutivo de la junta directiva de ADNOC y el Consejo de Investigación de Tecnología Avanzada (ATRC).
Es miembro del Consejo Supremo de Asuntos Financieros y Económicos de Abu Dabi y miembro de la junta directiva de ADNOC.

## Controversias
Khalid es una de las figuras emiratíes que se mencionan en los Pandora Papers debido a su asociación con una empresa de inversión en el extranjero. Se involucra en estas actividades a través de la compañía Desroches Island Limited de la cual Khalid es el único accionista. Sus socios comerciales mencionados en los documentos incluyen al empresario de Singapur Ong Beng Seng y al empresario emiratí Ali Saeed Juma Albwardy.

## Vida personal
Su esposa es la jequesa Fatima bint Suroor Al Nahyan y tienen dos hijas y un hijo.